# El gallo de oro (serie de televisión)
El gallo de ouro é uma série de televisão por internet mexicano de drama de época produzida por W Studios para TelevisaUnivision no 2023. A série está baseada na novela homónima de 1980 escrita por Juan Rulfo, sendo adaptada por Lina Uribe e Darío Vanegas. Lançou-se através de Vix o 20 de outubro de 2023.
É protagonizada por José Ron, Lucero e Plutarco Haza, junto a uma partilha coral.
Em 26 de dezembro de 2023, a série foi renovada para uma segunda temporada, a qual foi estreada o 12 de janeiro de 2024.
Foi exibida pelo Las Estrellas entre 3 e 28 de março de 2025, substituindo Las hijas de la señora García e sendo substituída por Juegos de amor y poder.

## Enredo
Ambientada no México na década de 1940, a série acompanha Dionisio Pinzón, um tímido pregoeiro cuja paixão é a rinha de galos , que se apaixona por Bernarda, conhecida como La Caponera, uma mulher sensual e impulsiva que ganha a vida viajando pelas cidades do México cantando em feiras. O encontro entre Dionisio e Bernarda muda suas fortunas para sempre.

## Elenco
A lista do elenco confirmado foi divulgada em 26 de setembro de 2023, pelo site da redação da TelevisaUnivision.
Principal
- Lucero como Bernarda Cutiño "La Caponera"
  - Amy Nicole interpretou Bernarda quando criança
- José Ron como Dionísio Pinzón
  - Mariano Ramos interpretou Dionísio quando criança
- Plutarco Haza como Lorenzo Benavides
- Alejandro Ávila como Secundino
- Luis Felipe Tovar como Dom Bartolomé
- Adriana Williams como Justina
- Anilú Pardo como Hedwig
- Axel Alcântara
- Pablo Abitia
- Santiago Colores como Remigio
- María Aura como Lucha Padilla
- Alberto Estrella como Don Lucas
- Roberta de la Portilla

Convidados recorrentes e especiais
- Stephano Morales como Candelario
- Roberto Leyva como Agustín
- José Antonio Casillas como Pedro
- Juanjo Ramosanz como Jesus
- Alejandro Márquez como Torcuato
- Jesús Benavente como Samuel
- Luis Romano como Juvencio
- Salvador Amaya como Cláudio
- Fernando Banda como Aurélio
- Mayra Torres como Tomasa
- Santiago Franklin como Miguel
- Chantall Frías como Engracia

## Produção
Em 14 de fevereiro de 2023, foi anunciado que a série havia iniciado a produção, com Lucero, José Ron e Plutarco Haza sendo confirmados nos papéis principais. As filmagens terminaram em junho de 2023

## Exibição
A série estreou na Vix em 20 de outubro de 2023. A segunda temporada estreou em 12 de janeiro de 2024. 
Nos Estados Unidos, série foi exibida na televisão aberta pela Univision, entre 8 de maio e 03 de junho de 2024, substituindo a  segunda temporada da série turca Mujer e sendo pela telenovela Marea de pasiones.
No México, a série foi exibida pelo Las Estrellas, entre 03 e 28 de março de 2025, substituindo a telenovela Las Hijas de la Señora García e sendo substituída pela telenovela Juegos de amor y poder, às 21h.